# 第39步兵師 (德國國防軍)
第39步兵師（德語：39. Infanterie-Division）是納粹德國國防軍陸軍的一個步兵師。該師於1942年7月組建，首任師長為胡戈·霍菲中將。
該師初建時，駐紮在荷蘭進行治安維持工作。1943年3月初，該師調往東線，此後一直在當地作戰。
該師在下第聶伯河攻勢重創後解散。

## 註腳
1. ↑  Mitcham（2007年）